# Johann Douglas von Thurn-Valsassina

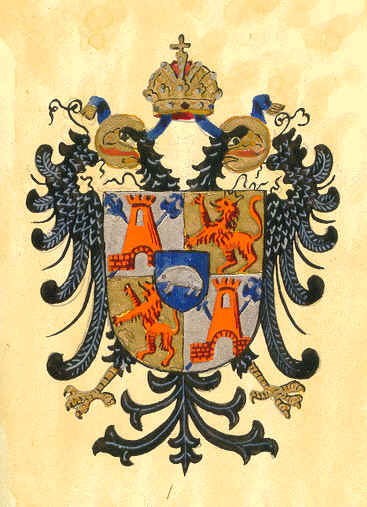
Wappen der Familie Thurn-Valsassina – Zeichnung (ca. 1890)

Johann Douglas Graf Thurn-Valsassina (* 22. September 1835 in Mainz; † 26. Juli 1904 auf Schloss Streiteben, Ravne) war ein österreichischer Titulargraf und Politiker aus dem Adelsgeschlecht Thurn und Valsassina.

## Leben
Thurn-Valsassina war der Sohn des Generals Georg Anton Graf Thurn-Valsassina (1788–1866) und dessen Ehefrau Emilie geborene Gräfin Chorinsky (1811–1888). Er war römisch-katholisch und heiratete 1863 Gräfin Gabrielle von Bray-Steinburg (* 10. Februar 1841; † 6. Januar 1892). Aus der Ehe gingen drei Söhne und eine Tochter hervor.
Thurn-Valsassina erhielt Privaterziehung und trat dann in die Armee ein, wo er zum Hauptmann der Kavallerie aufstieg. Er war Herr auf Bleiburg, Radmannsdorf und Plankenstein und ist in der Familiengruft in Bleiburg begraben.
In einer Nachwahl am 26. Oktober 1873 nach dem Mandatsverzicht seines Bruders Georg Friedrich wurde er in den Kärntner Landtag gewählt, dem er vom 26. November 1873 bis zu seinem Mandatsverzicht am 22. Januar 1887 angehörte. Er war in der IV. Wahlperiode (1873 bis 1877) Mitglied des volkswirtschaftlichen und des Verifikationsausschusses.

## Auszeichnungen
- k. u. k. Kämmerer
- wirklicher Geheimer Rat
- Kriegsmedaille
- Komtur ad. hon. des königlich-bayrischen St. Georgs-Ordens